# 아랍 무함마드 칸
아랍 무함마드 칸(러시아어: Араб Мухаммад-хан, 1621년 사망)은 히바 칸국의 11번째 칸이자 1603년부터 1621년까지 화레즘과 히바 칸국 지역을 통치한 사람이다.

## 집권
아랍 무함마드 칸은 선대 칸이었던 하지 무함마드 칸의 아들로 우즈베크 칸국의 야자르 칸의 후손이기도 했다. 1603년 아버지인 하지 무함마드 칸이 사망한 이후 그를 이어 히바 칸국의 칸으로 등극했다. 그는 1621년까지 통치했다. 그의 통치 기간 동안, 화레즘의 약탈과 기습을 시작한 카자크의 전투에서 진전을 보였다. 그의 통치 초기에는 아타만 네차이가 이끄는 카자크 군대를 완전히 격파했다.
1616년에는 아랍 무함마드 칸이 모스크바로 유수프 대사를 보냈다.
아랍 무함마드 칸은 화레즘 칼미크족을 완전히 물리치기도 했다.

## 문화 정책

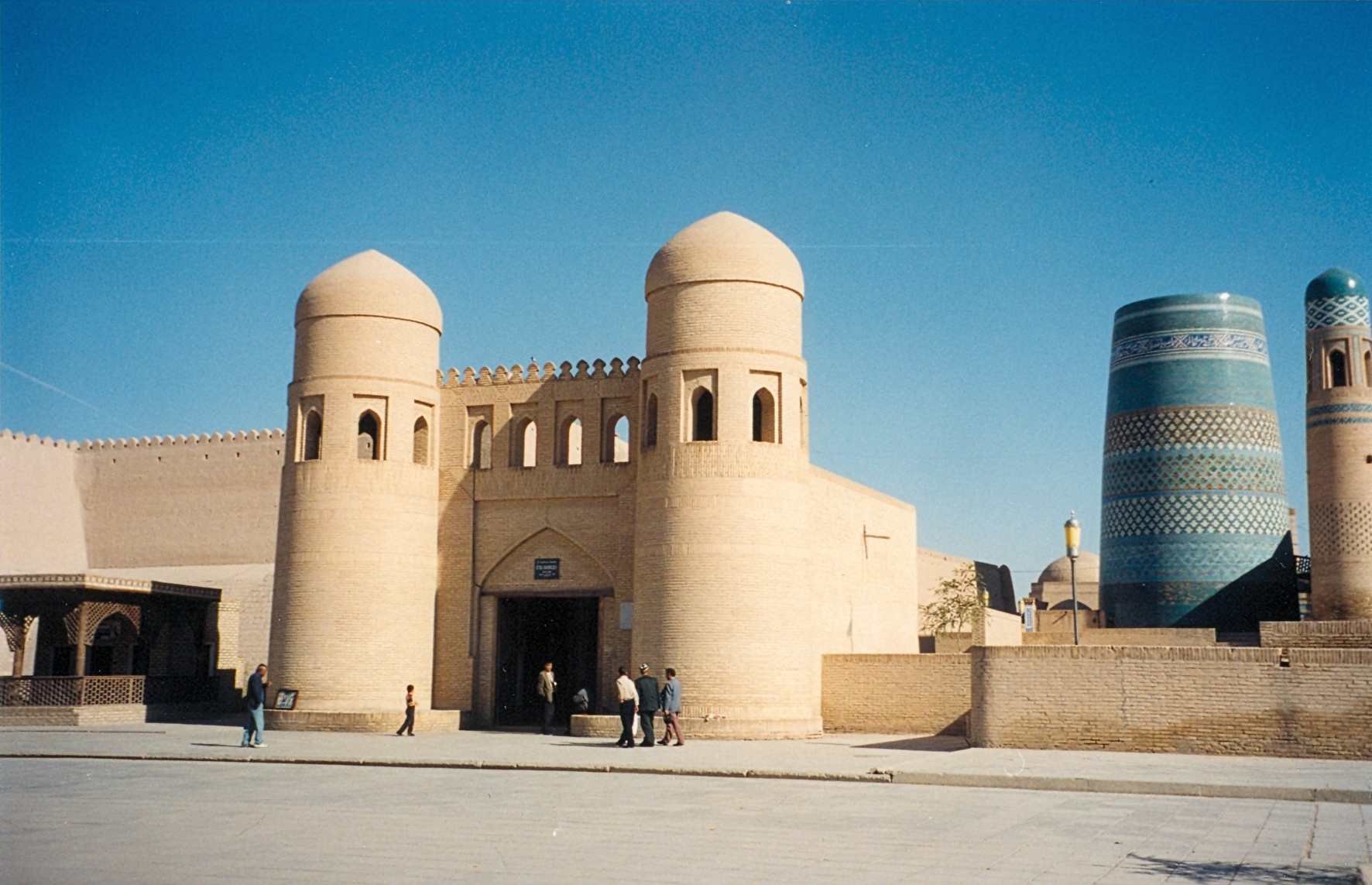
히바 성문

1616년 아랍 무함마드 칸은 히바에 새로운 마드라사를 건축하고 그의 이름을 따서 지어졌으며, 화레즘의 구 우르겐치 뿐 아니라 히바 또한 수도로 정했다.

## 죽음
1621년에 아랍 무함마드 칸이 사망하면서 화레즘은 한동안 바쉬 술탄 칸과 일바르스 술탄 칸 두 명이 통치했으며, 1623년부터는 또 다른 자식인 이스판디야르 칸이 정권을 장악했다. 그의 막내아들인 아프간 무함마드는 러시아로 갔으며 1648년에거 그 곳에서 사망했다.

## 참고 문헌
- (러시아어) Гулямов Я.Г., История орошения Хорезма с древнейших времен до наших дней. Ташкент. 1957
- (러시아어) История Узбекистана. Т.3. Т.,1993.
- (러시아어) История Узбекистана в источниках. Составитель Б.В. Лунин. Ташкент, 1990
- (러시아어) История Хорезма. Под редакцией И.М.Муминова. Ташкент, 1976

| 전임 하지 무함마드 칸 | 제11대 히바 칸국의 칸 1603년 ~ 1621년 | 후임 바쉬 술탄 칸 |